# 検閲国家ワースト10のリスト
検閲国家ワースト10のリスト（けんえつこっかワーストテンのリスト、10 most censored countries）とは、ジャーナリスト保護委員会（以下CPJと略記）から発表された、世界において最も報道の自由の無い10か国をランキング形式で示したリスト。近年では、2019年に発表されている。
CPJは各国政府の行っているメディア統制や検閲制度、ジャーナリスト弾圧、インターネット検閲、外国放送視聴の規制などに点数を付け、順位を出したとしている。

## 2019年
2019年9月10日発表の順位。
- 1位: エリトリア
- 2位: 朝鮮民主主義人民共和国
- 3位: トルクメニスタン
- 4位: サウジアラビア
- 5位: 中華人民共和国
- 6位: ベトナム
- 7位: イラン
- 8位: 赤道ギニア
- 9位: ベラルーシ
- 10位: キューバ

## 2015年
2015年4月10日発表の順位。
- 1位: エリトリア
- 2位: 朝鮮民主主義人民共和国
- 3位: サウジアラビア
- 4位: エチオピア
- 5位: アゼルバイジャン
- 6位: ベトナム
- 7位: イラン
- 8位: 中華人民共和国
- 9位: ミャンマー
- 10位: キューバ

この10カ国以外にも、重要な検閲国としてベラルーシ、赤道ギニア、ウズベキスタン、トルクメニスタンを挙げており、またシリアではアサド政権やISISがジャーナリストの拘束・殺害に関わっていると指摘している。結果として言及されている国家は以前とあまり変わっていない。

## 2012年
2012年5月3日発表の順位。
- 1位: エリトリア
- 2位: 朝鮮民主主義人民共和国
- 3位: シリア
- 4位: イラン
- 5位: 赤道ギニア
- 6位: ウズベキスタン
- 7位: ミャンマー
- 8位: サウジアラビア
- 9位: キューバ
- 10位: ベラルーシ

1位となったエリトリアは、報道内容から取材相手の選択まで全てを情報省が仕切っているという
。
ワースト10となった国家以外でも、トルクメニスタン・中華人民共和国・エチオピア・ベトナム・スーダン・アゼルバイジャンについては、注釈を付けている。

## 2006年
2006年5月2日発表の順位。
- 1位: 朝鮮民主主義人民共和国
- 2位: ミャンマー
- 3位: トルクメニスタン
- 4位: 赤道ギニア
- 5位: リビア
- 6位: エリトリア
- 7位: キューバ
- 8位: ウズベキスタン
- 9位: シリア
- 10位: ベラルーシ

当日国際連合本部において行われた記者会見でCPJ幹部は、「世界で最も巨大な情報の真空地帯」として朝鮮民主主義人民共和国（北朝鮮）を以下のように非難している。
1. ラジオ、テレビ、新聞は政府の統治下にある。
2. 国民向けに販売されているラジオ、テレビは政府指定の周波数しか受信できない。
3. 放送内容のほとんどは国営の朝鮮中央通信が配信し、政府に都合の悪い情報は国民に届かない。

また、外国人記者の活動を認めているなどとしてワーストテンには含めなかったが、中華人民共和国のジャーナリスト拘束やジンバブエの独立系メディア弾圧等へ改善を求めている。

## 補足
- ミャンマーでは2011年以降民主化改革が進められ、2012年8月20日より新聞をはじめとした出版・印刷物の事前検閲の廃止が宣言されたが、テレビに関しては自主検閲が続いている[6]。